# Gustaf Fredrik Åkerhielm (1757–1811)
Gustaf Fredrik Åkerhielm, född 13 juli 1757 på Torsberg, död 12 oktober 1811 på Trystorp, var en svensk militär och godsägare.
Han var son till Conrad Åkerhielm och Hedvig Beata Gadde  (1725-1807) som var dotter till översten Gustaf Gadde. Åkerhielm var från 1789 gift med Ebba Gustava Bergenstråhle (1767-1837) som var dotter till hovrättsrådet Rudman Bergenstråhle. Paret fick åtta barn varav sonen Fabian Gustaf Åkerhielm blev militär.
Åkerhielm blev volontär vid livregementet till häst 1767 och livdrabant 1776. Han blev fänrik vid upplands regemente 1784 och löjtnant där 1786. Han erhöll avsked från regementet 1788 och var därefter verksam som förvaltare av sina gods.